# Kaplica Saint-Léon IX
Kaplica Saint-Léon IX  (nazwa w pol. kaplica św. Leona IX) – rzymskokatolicka kaplica w Eguisheim, dedykowana św. Leonowi IX.

## Historia
W 1885 roku biskup Pierre-Paul Stumpf kupił dla diecezji w Strasburgu zamek w Eguisheim, by w miejscu narodzin swoich oraz Brunona d'Eguisheim (przyszłego papieża Leona IX) zbudować kaplicę poświęconą temu świętemu. Projekt kaplicy wykonał Charles Winkler. Pod jej budowę przeznaczono wyburzone pozostałości centralnego lochu zamkowego. Budowę kaplicy w stylu neoromańskim rozpoczęto w 1888 roku. Jako materiału użyto różowego piaskowca z Wogezów. Budowę ukończono w 1894 roku, a 17 maja tego samego roku kaplica była poświęcona. W 1972 roku kaplica oraz przylegający do niej zamek zostały nabyte przez gminę, która podjęła decyzję o odnowieniu dzieł malarskich we wnętrzu kaplicy. Zadanie to zrealizował Dontenville, specjalista z Châtenois.

## Wnętrze
Ołtarz, kropielnicę, szafka na sprzęt liturgiczny w zakrystii oraz drzwi zrealizował Théophile Klem. Obrazy, utrzymane w XI-wiecznym stylu, namalowali w 1897 roku Martin i Wey; ten ostatni zrealizował również witraże. Siedem medalionów na sklepieniu przedstawia sceny z życia św. Leona IX.

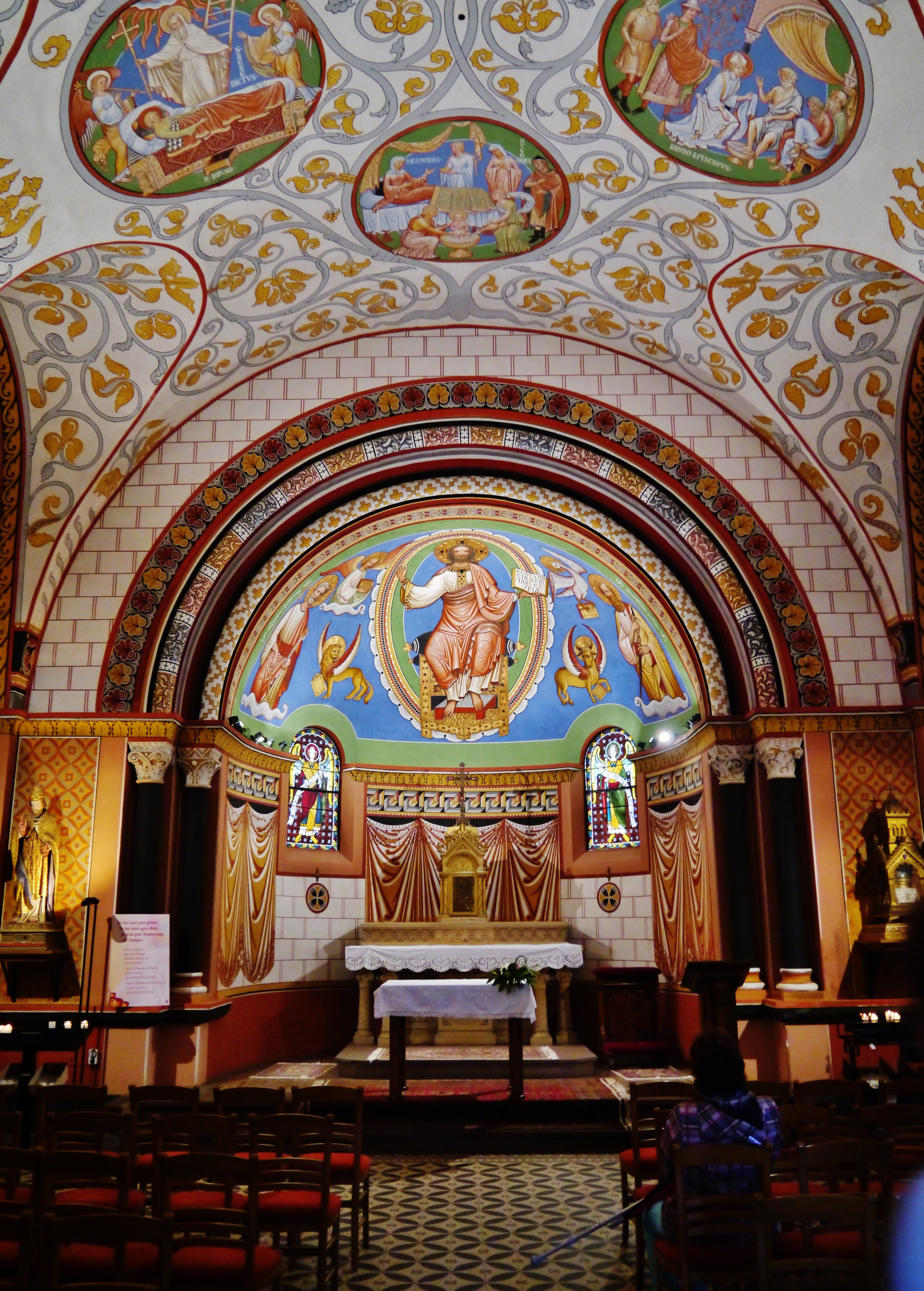
Wnętrze kaplicy
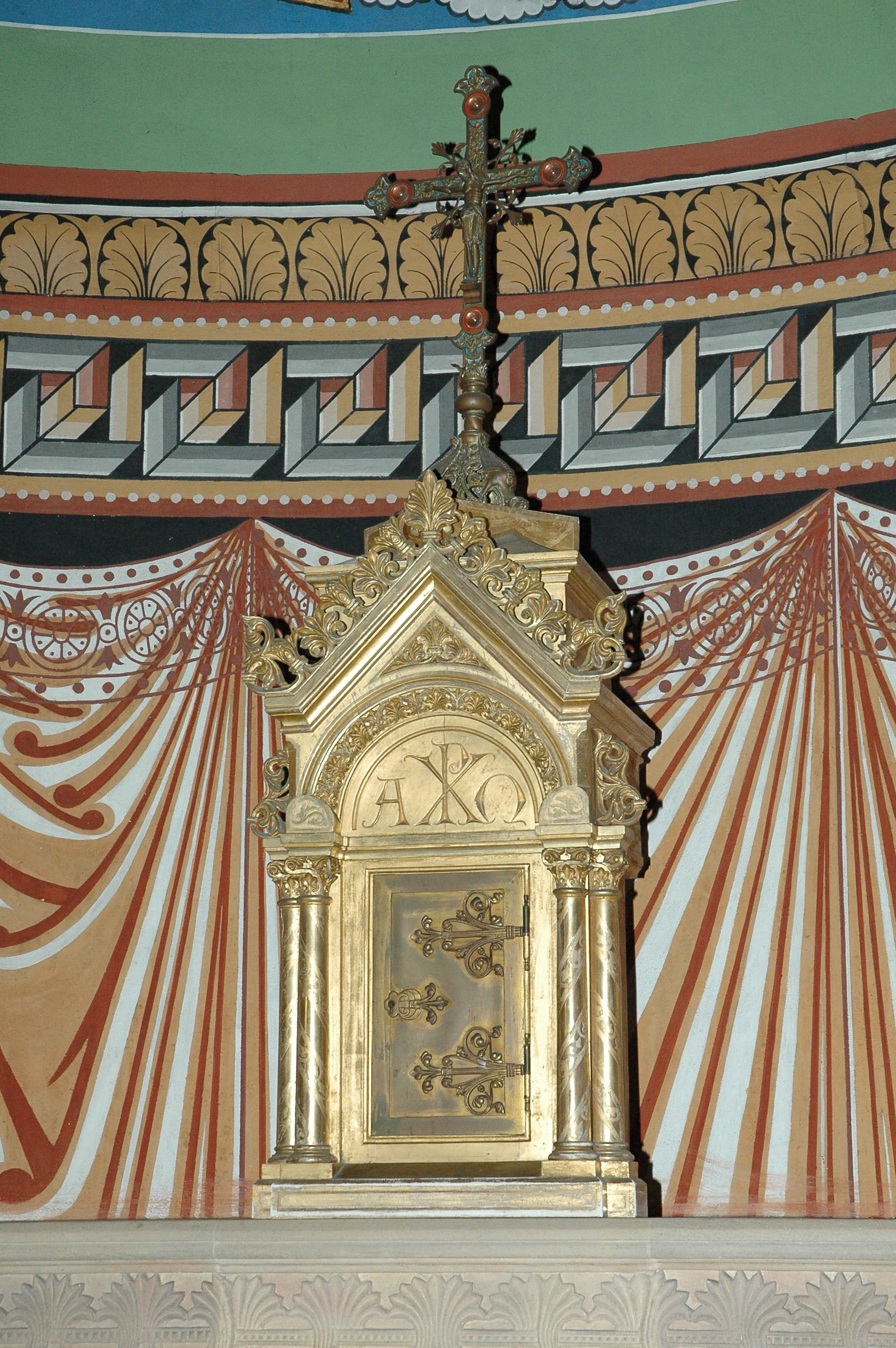
Tabernakulum
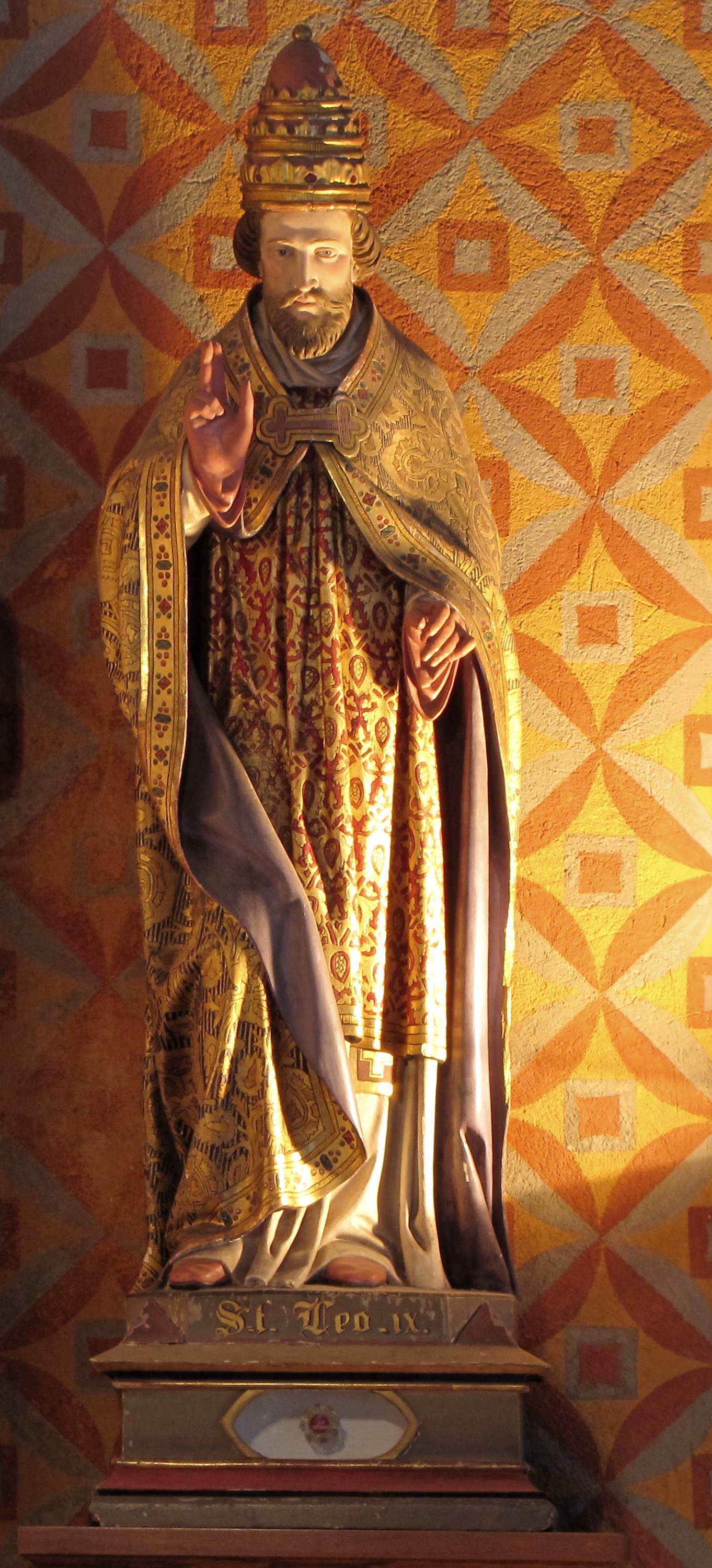
Posąg św. Leona IX
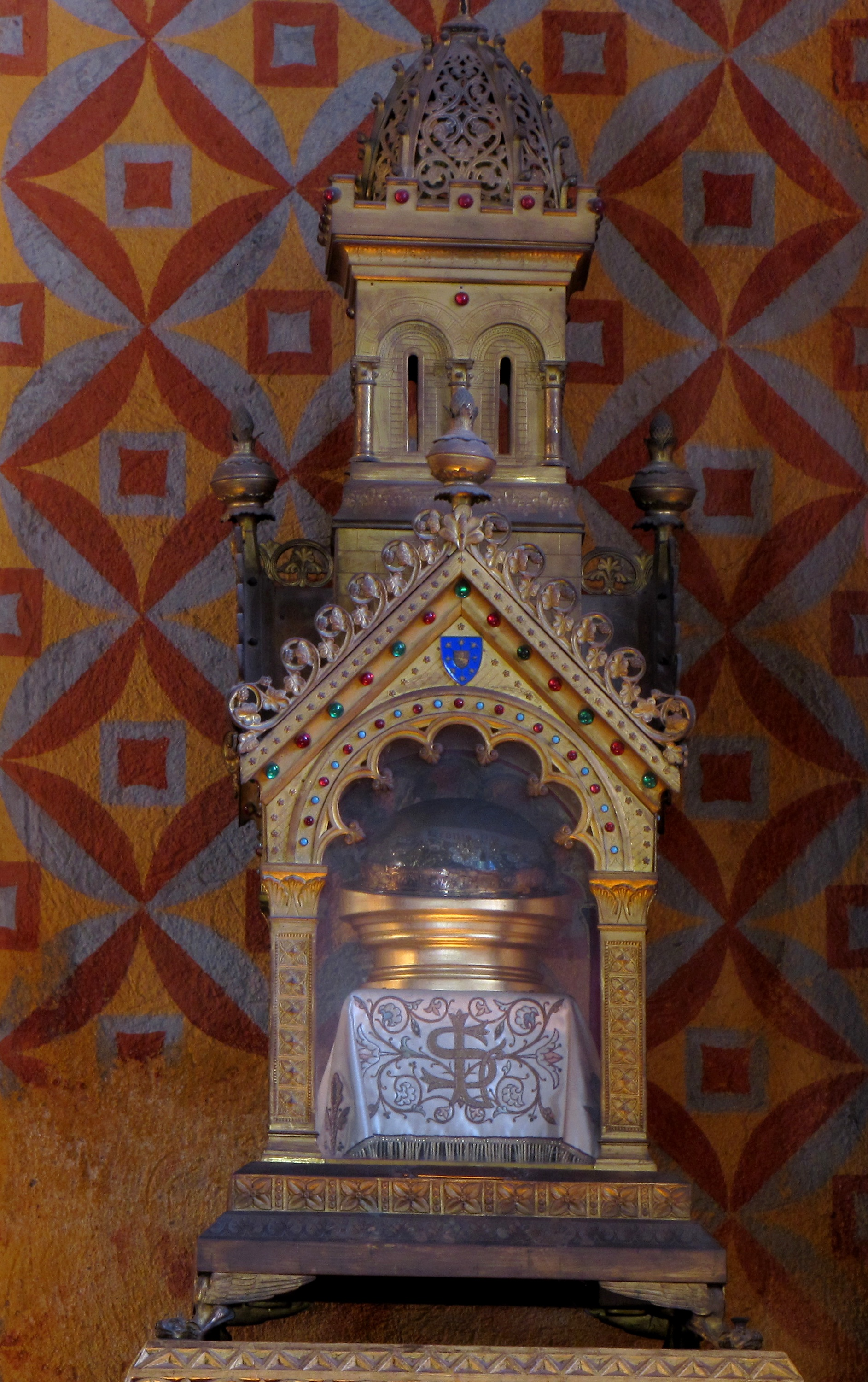
Relikwiarz  św. Leona IX